# Miasto Živinice
Miasto Živinice (boś. Grad Živinice) – jednostka administracyjna w Bośni i Hercegowinie, w kantonie tuzlańskim. W 2013 roku liczyła 57 765 mieszkańców.